# Rodrigo Zagalo Nogueira
Rodrigo Zagalo Nogueira (Tomar, 9 de Dezembro de 1819 — Angra do Heroísmo, 3 de agosto de 1905) foi médico e político, tendo-se distinguido no campo da filantropia. Foi uma das figuras políticas mais influentes do seu tempo na ilha Terceira. O seu filho Manuel Sieuve de Meneses Zagalo Nogueira foi também médico e político.

## Biografia
Nasceu em Tomar, filho de Manuel Joaquim Nogueira, oriundo da freguesia de Casais e ao tempo advogado em Tomar, mas posteriormente magistrado e juiz do Supremo Tribunal de Justiça, e de sua esposa Ana Justina Emília Zagalo Freire do Amaral, também oriunda de Tomar. A sua irmã mais velha casou em 1824, na cidade de Angra, com o cirurgião Manuel Gomes de Sampaio.
A família mudou-se para a ilha Terceira no ano de 1821, quando tinha apenas 3 anos de idade, fixando-se na cidade de Angra. O pai era veterano da Guerra Peninsular, na qual tinha participado integrado no Batalhão Académico de 1808, de ideias liberais, tinha apoiado a Revolução Constitucional do Porto de agosto de 1820. Na revolta liberal de Angra, de 22 de junho de 1828, o pai desempenhou papel relevante, sendo encarregado de servir de representante dos revoltosos na corte do Rio de Janeiro.
Realizou os estudos primários e secundários em Angra, no período anterior à Guerra Civil Portuguesa, partido para Lisboa em 1834 para frequentar o curso da Escola Médico-Cirúrgica de Lisboa, que concluiu em 1839. Nesse ano partiu para a Bélgica, onde na Universidade Católica de Lovaina obteve em 1840 o grau de doutor em Medicina.
Terminado o curso em Leuven, regressou à ilha Terceira, onde a família permanecia, fixando-se em Angra como médico cirurgião do Regimento de Infantaria n.º 16, ao tempo aquartelado no Castelo de São João Baptista. Passou também a trabalhar como facultativo no Hospital de Santo Espírito, propriedade da Santa Casa da Misericórdia de Angra do Heroísmo, instituição de que era o médico privativo. Ainda no campo da Medicina, exerceu as funções de Delegado de Saúde no concelho de Angra do Heroísmo e foi médico do partido municipal a partir de 17 de agosto de 1859.
Para além da sua carreira profissional teve uma importante actividade cívica, tendo sido provedor do Asilo da Infância Desvalida de Angra, presidente da assembleia geral do Teatro Angrense e da Caixa Económica da Santa Casa da Misericórdia de Angra do Heroísmo (1866).
Foi um dos proponentes da criação de uma Companhia de Seguros e Descontos de Angra do Heroísmo, projecto visando segurar as cargas movimentadas de e para a ilha e disponibilizar capitais para investimento, mas que não chegou a vingar apesar de ter tido os estatutos elaborados.
Foi militante destacado do Partido Progressista, tendo exercido as funções de vereador da Câmara Municipal de Angra do Heroísmo e de procurador à Junta Geral do Distrito de Angra do Heroísmo, sendo seu vice-presidente entre 1899 e 1901. Foi também governador civil substituto do Distrito de Angra do Heroísmo.
Dedicou-se aos estudos médicos, tendo publicado alguns artigos sobre saúde pública e uma obra sobre a topografia médica da Terceira.
Ficou conhecido como o médico dos pobres pela sua benemerêmcia para com os doentes pobres. Em reconhecimento da sua acção filantrópica foi agraciado com a comenda da Ordem de Nossa Senhora da Conceição de Vila Viçosa, por decreto de 12 de agosto de 1847, e feito cavaleiro da Ordem Militar de Cristo, por carta régia de 1 de março de 1848.

## Obras publicadas
É autor da  seguinte obra:
- Breve noticia sobre a topographia medica da cidade d'Angra do Heroismo. Angra do Heroísmo, Imprensa de Joaquim José Soares, 1844.